# Văn phòng điều hành của Tổng thống Hoa Kỳ
Văn phòng điều hành của tổng thống Hoa Kỳ (tiếng Anh: Executive Office of the President) (EOP) bao gồm các nhân viên trực tiếp của Tổng thống Hoa Kỳ cũng như nhiều nhân viên với cấp độ khác nhau hỗ trợ báo cáo cho tổng thống. Đứng đầu EOP là Chánh văn phòng Nhà Trắng, hiện tại là Ron Klain. Quy mô và số lượng của các nhân viên Nhà Trắng đã tăng lên đáng kể từ năm 1939, và đã phát triển để bao gồm nhiều mảng với các chuyên gia chính sách trong nhiều lĩnh vực khác nhau.

## Lịch sử
Vào năm 1939, trong nhiệm kỳ thứ hai của Franklin D. Roosevelt, các nhân viên đầu tiên của Nhà Trắng hiện đại đã được thành lập.

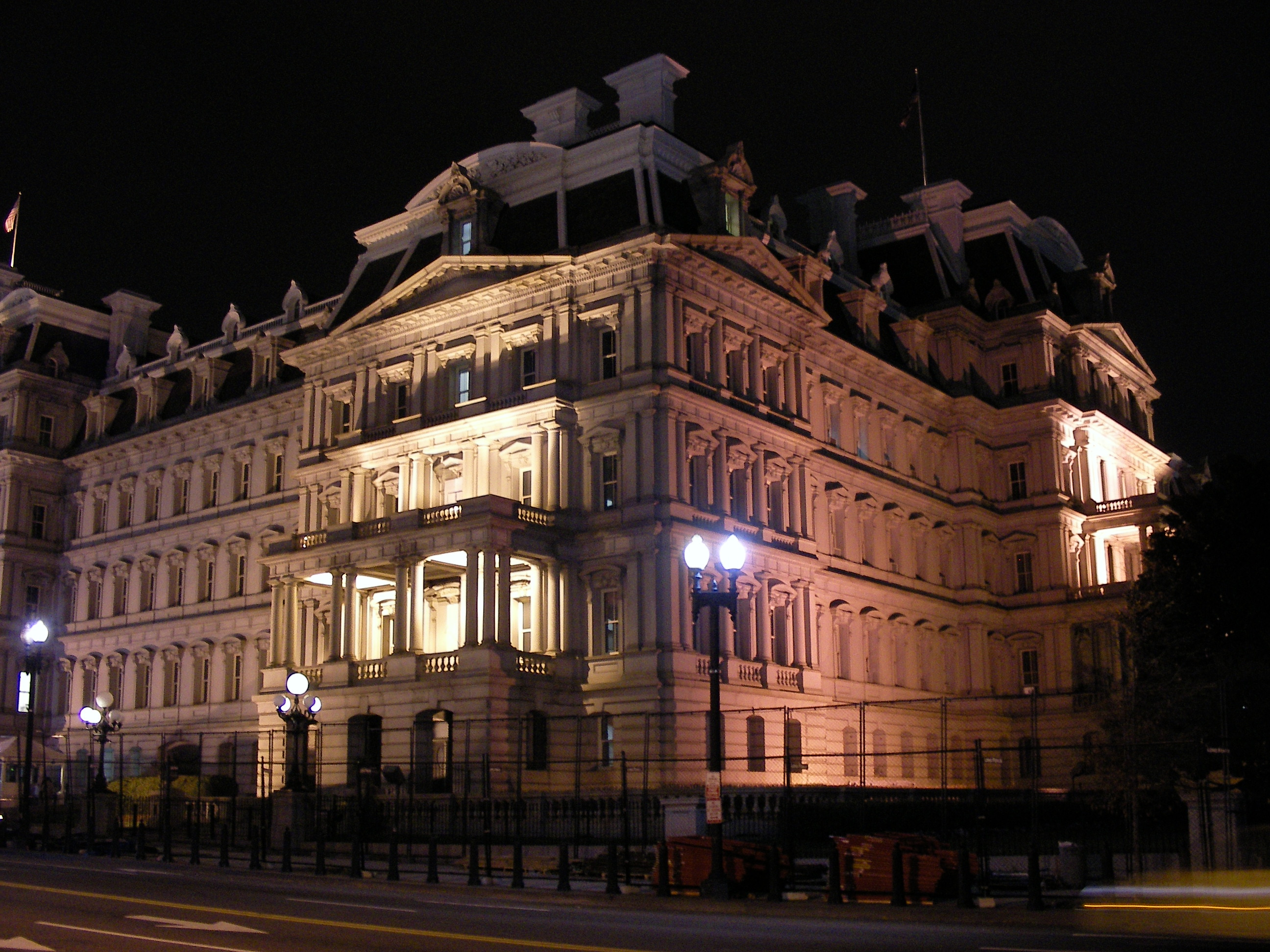
Tòa nhà văn phòng điều hành Eisenhower vào buổi đêm.

## Tổ chức
Nhân viên cao cấp nhất thuộc Văn phòng điều hành của tổng thống được gọi là Trợ lý Tổng thống, nhân viên cấp thứ hai được gọi là Phó Trợ lý Tổng thống, và nhân viên cấp thứ ba được gọi là Trợ lý đặc biệt cho Tổng thống.

## Thành phần của Văn phòng điều hành của phủ tổng thống Hoa Kỳ
| Agency                                            | Principal executive                                       | Incumbent                |
| ------------------------------------------------- | --------------------------------------------------------- | ------------------------ |
| White House Office                                | White House Chief of Staff                                | Mick Mulvaney (Quyền)    |
| National Security Council                         | Assistant to the President for National Security Affairs  | Charles Kupperman(Quyền) |
| Council of Economic Advisers                      | Chair of the Council of Economic Advisers                 | Kevin Hassett            |
| Council on Environmental Quality                  | Managing Director of the Council on Environmental Quality | Vacant                   |
| Executive Residence Staff and Operations          | White House Chief Usher                                   | Timothy Harleth          |
| Office of Administration                          | Director of the Office of Administration                  | Marcia Lee Kelly         |
| Office of Management and Budget                   | Director of the Office of Management and Budget           | Mick Mulvaney            |
| Office of National Drug Control Policy            | Director of National Drug Control Policy                  | James W. Carroll         |
| Office of Science and Technology Policy           | Director of the Office of Science and Technology Policy   | Kelvin Droegemeier       |
| Office of the United States Trade Representative  | United States Trade Representative                        | Robert Lighthizer        |
| Office of the Vice President of the United States | Chief of Staff to The Vice President                      | Marc Short               |